# Moses Berlin
Moses Berlin (geboren in Posen, Polen-Litauen; gestorben am 21. März 1829 in Hamburg) war ein deutscher Rabbiner.

## Leben und Wirken
Moses Berlin war der Sohn von Lase Berlin. Er wurde von seinem Großvater Joseph ben Lase Halberstadt in Berlin und von seinem Großvater mütterlicherseits, dem Rabbiner Todros Munk, in Posen erzogen. 1810 folgte er dem Ruf seines Vaters und wurde der erste Stiftsrabbiner der 1810 gegründeten Löb Schaul-Klaus in Hamburg.
Moses Berlin wurde auf dem Jüdischen Friedhof Königsstraße in Altona/Elbe begraben.

## Publikationen
- Herausgeber von Lase Berlin: Mišnath de Rabbī’Äli‘äzär zu Evän hā-’Äzär und Hōšän Mišpā. Aus dem Nachlass, Altona 1815, mit Vorwort von Moses Berlin.